# Grand Rapids Rockets
Die Grand Rapids Rockets waren ein US-amerikanisches Eishockeyfranchise der International Hockey League aus Grand Rapids, Michigan. Die Spielstätte der Rockets war die Stadium Arena. 

## Geschichte
Die Grand Rapids Rockets wurden 1949 als Franchise der Eastern Amateur Hockey League gegründet. Nach nur einem Jahr wechselte die Mannschaft in die vollprofessionelle International Hockey League, in der sie von 1950 bis 1953 gleich dreimal in Folge im Finale um den Turner Cup stand, jedoch jeweils dem Gegner unterlag. Zunächst scheiterten die Rockets zweimal an den Toledo Mercurys, ehe sie sich in der Saison 1952/53 den Cincinnati Mohawks geschlagen geben mussten. In den folgenden Jahren konnte das Franchise nicht an diese Erfolge anknüpfen und wurde 1956 nach Huntington, West Virginia, umgesiedelt, wo es anschließend unter dem Namen Huntington Hornets am Spielbetrieb der IHL teilnahm.

## Saisonstatistik (IHL)
Abkürzungen: GP = Spiele, W = Siege, L = Niederlagen, T = Unentschieden, OTL = Niederlagen nach Overtime SOL = Niederlagen nach Shootout, Pts = Punkte, GF = Erzielte Tore, GA = Gegentore, PIM = Strafminuten
| Saison  | GP | W  | L  | T | OTL | SOL | Pts | GF  | GA  | Platz   | Playoffs |
| 1950–51 | 56 | 39 | 11 | 6 | —   | —   | 84  | 274 | 165 | 1., IHL |          |
| 1951–52 | 48 | 29 | 13 | 6 | —   | —   | 64  | 213 | 156 | 1., IHL |          |
| 1952–53 | 60 | 27 | 32 | 1 | —   | —   | 55  | 231 | 257 | 4., IHL |          |
| 1954–54 | 64 | 29 | 32 | 3 | —   | —   | 61  | 252 | 247 | 7., IHL |          |
| 1954–55 | 60 | 28 | 31 | 1 | —   | —   | 57  | 199 | 215 | 4., IHL |          |
| 1955–56 | 60 | 24 | 33 | 3 | —   | —   | 51  | 198 | 237 | 5., IHL |          |

## Team-Rekorde (IHL)

### Karriererekorde
Spiele: 288  Bob Turner
Tore: 125  George Parker
Assists: 141  Bob Turner
Punkte: 244  Bob Turner
Strafminuten: 422  Morris Lallo